# 鳥取県道50号東伯関金線
鳥取県道50号東伯関金線（とっとりけんどう50ごう とうはくせきがねせん）は、鳥取県東伯郡琴浦町と倉吉市を結ぶ県道（主要地方道）である。

## 概要

### 路線データ
- 起点：鳥取県東伯郡琴浦町逢束・逢束交差点（国道9号交点）
- 終点：鳥取県倉吉市関金町関金宿・関金宿交差点（国道313号・岡山県道・鳥取県道115号常藤関金線交点）

## 歴史
- 1993年（平成5年）5月11日 - 建設省から、県道東伯野添線の一部・県道福永由良線の一部・県道杉下倉吉線・県道下米積関金線が東伯関金線として主要地方道に指定される[1]。
- 2010年（平成22年）3月19日 - 鳥取県告示第140号により、琴浦町道下伊勢下大江線を鳥取県に移管し、当路線のバイパス（東伯郡琴浦町浦安・琴浦町役場本庁舎前交差点 - 東伯郡琴浦町上伊勢 - 東伯郡琴浦町釛 - 東伯郡琴浦町光好間）として区域決定[2][3]。
- 2011年（平成23年）2月27日 - 同年2月25日付鳥取県告示第95・96号により、バイパスの供用開始。これに伴い、旧道化した部分は鳥取県道204号福永由良線（東伯郡琴浦町釛）および琴浦町道浦安光好線となった[4][5][6]。
- 2015年（平成27年）3月31日 - 鳥取県告示第218・220号により、下伊勢バイパスの東伯郡琴浦町下伊勢地内 (0.4 km) の供用開始[7][8]。
- 2016年（平成28年）3月24日 - 鳥取県告示第198・199号により、琴浦町道街路逢束下伊勢線 (0.8 km) を鳥取県に移管し、同時に、下伊勢バイパスの東伯郡琴浦町下伊勢 - 東伯郡琴浦町上伊勢間 (0.4 km) の供用開始。これにより、下伊勢バイパスは全線開通した[9][10][11]。

## 路線状況

### 重複区間
- 鳥取県道44号東伯野添線（東伯郡琴浦町逢束・逢束交差点 - 東伯郡琴浦町釛）
- 中部広域農道（東伯郡琴浦町下大江 - 倉吉市服部）
- 鳥取県道204号福永由良線（東伯郡琴浦町釛 - 東伯郡琴浦町杉下）
- 鳥取県道34号倉吉赤碕中山線（倉吉市服部 - 倉吉市下米積）
- 鳥取県道297号上大立大栄線（倉吉市上福田 - 倉吉市下福田）
- 鳥取県道45号倉吉江府溝口線（倉吉市関金町大鳥居 地内）

## 地理

### 通過する自治体
- 東伯郡琴浦町
- 東伯郡北栄町
- 倉吉市

### 交差する道路
| 交差する道路                                                             | 市町村名 | 市町村名 | 交差する場所           | 交差する場所               |
| ------------------------------------------------------------------------ | -------- | -------- | ---------------------- | -------------------------- |
| 国道9号 鳥取県道44号東伯野添線 重複区間起点                              | 東伯郡   | 琴浦町   | 逢束（おうつか）       | 逢束交差点 / 起点          |
| 鳥取県道151号倉吉東伯線                                                  | 東伯郡   | 琴浦町   | 上伊勢                 | 浦安小学校東交差点         |
| E9 山陰自動車道                                                          | 東伯郡   | 琴浦町   | 上伊勢                 | 10 琴浦東IC                |
| 中部広域農道 重複区間起点                                                | 東伯郡   | 琴浦町   | 下大江                 |                            |
| 鳥取県道44号東伯野添線 重複区間終点 鳥取県道204号福永由良線 重複区間起点 | 東伯郡   | 琴浦町   | 釛（こがね）           |                            |
| 鳥取県道238号古長杉下線                                                  | 東伯郡   | 琴浦町   | 杉下                   |                            |
| 鳥取県道204号福永由良線 重複区間終点                                     | 東伯郡   | 琴浦町   | 杉下                   |                            |
| 鳥取県道203号法万大栄線                                                  | 東伯郡   | 北栄町   | 上種                   |                            |
| 中部広域農道 重複区間終点                                                | 倉吉市   | 倉吉市   | 服部                   |                            |
| 鳥取県道34号倉吉赤碕中山線 重複区間起点                                  | 倉吉市   | 倉吉市   | 服部                   |                            |
| 鳥取県道297号上大立大栄線 重複区間起点                                   | 倉吉市   | 倉吉市   | 上福田                 |                            |
| 鳥取県道297号上大立大栄線 重複区間終点                                   | 倉吉市   | 倉吉市   | 下福田                 |                            |
| 鳥取県道34号倉吉赤碕中山線 重複区間終点                                  | 倉吉市   | 倉吉市   | 下米積（しもよなづみ） |                            |
| 鳥取県道288号上大立横田線                                                | 倉吉市   | 倉吉市   | 福本                   | 福本交差点                 |
| 鳥取県道237号仙隠岡田線                                                  | 倉吉市   | 倉吉市   | 志津                   |                            |
| 鳥取県道45号倉吉江府溝口線 / バイパス 重複区間起点                       | 倉吉市   | 倉吉市   | 関金町大鳥居           |                            |
| 鳥取県道45号倉吉江府溝口線 / バイパス 重複区間終点                       | 倉吉市   | 倉吉市   | 関金町大鳥居           |                            |
| 鳥取県道45号倉吉江府溝口線 / 現道                                        | 倉吉市   | 倉吉市   | 関金町大鳥居           | 倉吉市役所関金庁舎前交差点 |
| 国道313号 岡山県道・鳥取県道115号常藤関金線                              | 倉吉市   | 倉吉市   | 関金町関金宿           | 関金宿交差点 / 終点        |

### 沿線にある施設など
- 関金温泉